# Anamartus dilutitarsis
Anamartus dilutitarsis is een keversoort uit de familie bastaardglanskevers (Kateretidae). De wetenschappelijke naam van de soort werd in 1876 gepubliceerd door Semyon Martynovich Solsky.